# Villa Planchart

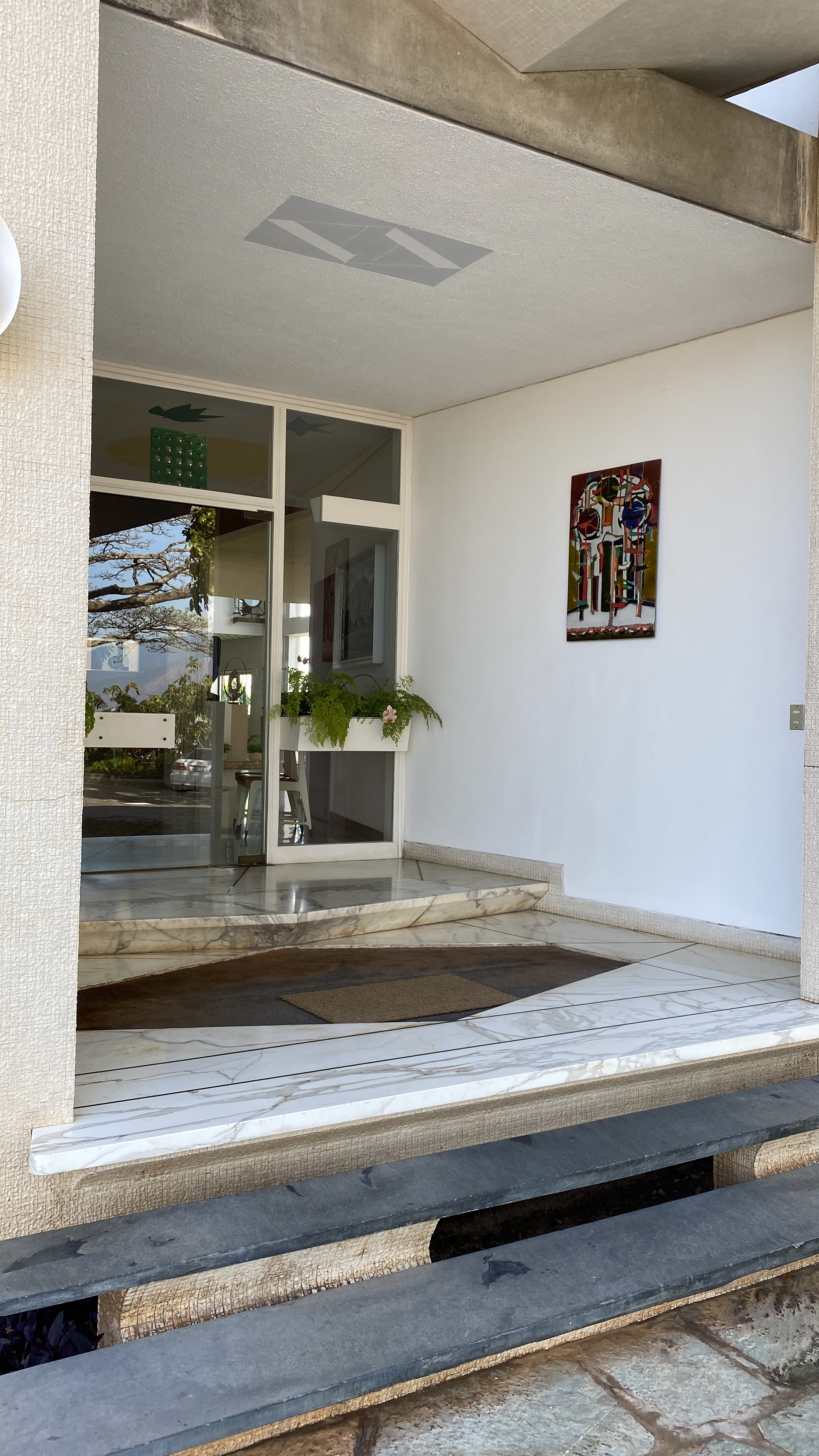
Detalle entrada Quinta El Cerrito - Caracas

La Villa Planchart, también conocida como la Quinta El Cerrito, es una residencia particular construida por el arquitecto italiano Gio Ponti en Colinas de San Román, Caracas, entre 1953 y 1954. Se trató de un encargo por parte de Armando y Anala Planchart, siendo inaugurado en 1957.

## Historia
El matrimonio Planchart era una pareja acaudalada de la alta sociedad caraqueña que conoció la obra de Ponti a través de la revista Domus, y viajó a Milán para solicitarle la construcción de su residencia en el sector de El Cerrito de Colinas de San Román. En concreto, la pareja quería una casa acorde con los criterios de la modernidad en la que se pudiera albergar su colección de orquídeas y trofeos de caza, así como poder contemplar cada rincón de la residencia desde cualquier punto y tener una vista integral del cerro El Ávila. Para el proceso de diseño, el arquitecto hizo varios bocetos que fue modificando a medida que visitaba la ciudad.
El resultado fue una casa de fachada sencilla con un juego de planos interior que se concentra en el salón principal. Se le considera una suerte de interpretación de la casa tradicional venezolana con la villa italiana.
La obra fue entregada el 8 de diciembre de 1957. Como complemento, Ponti contrató a varios artistas para diseñar una serie de muebles, lámparas y textiles a fin de darle uniformidad. En sus instalaciones, posee obras originales de diversos artistas venezolanos como Rafael Monasterios y Armando Reverón, entre otros.

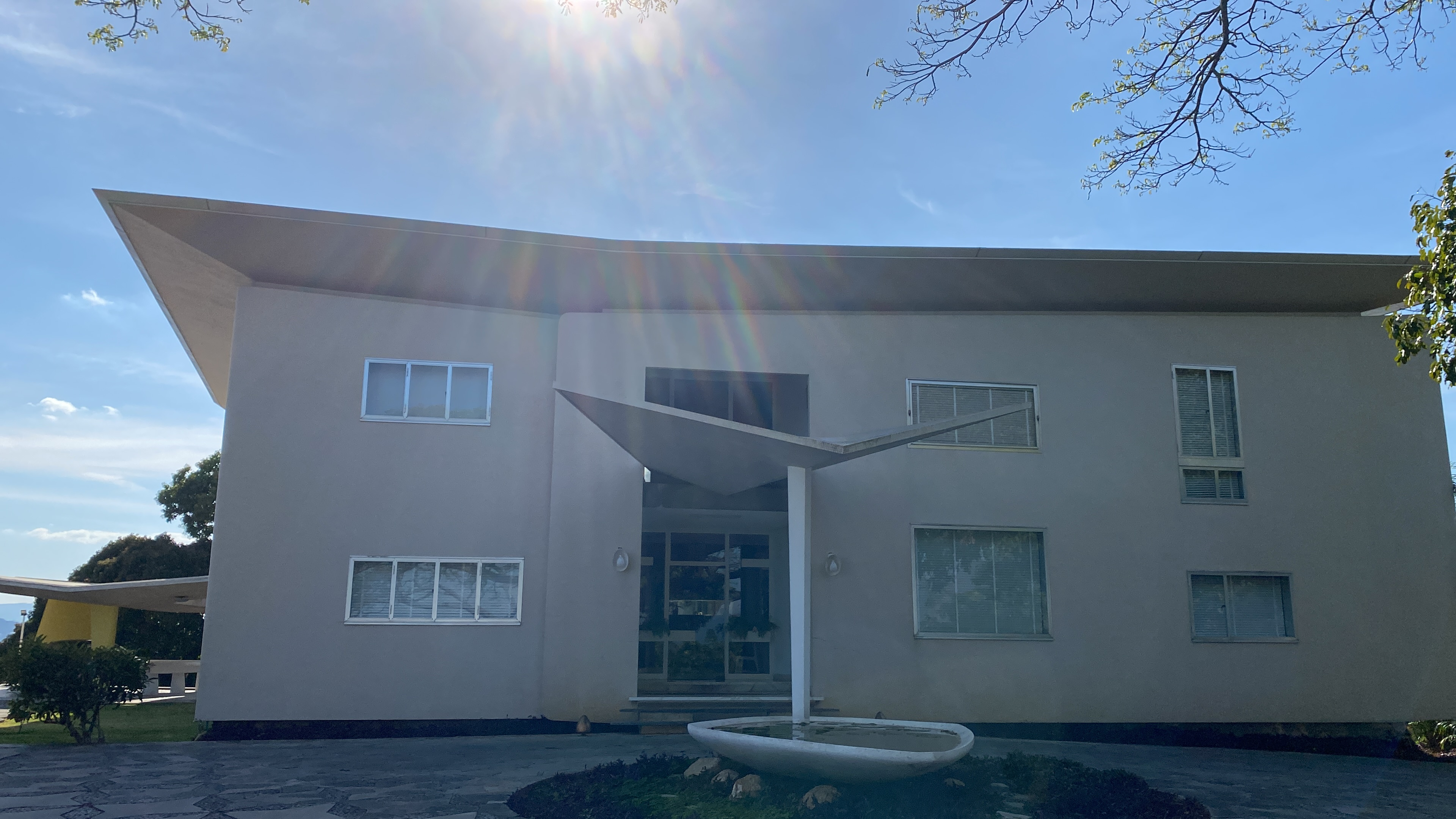
Villa Planchart - Quinta El Cerrito

Esta casa sirvió de inspiración para la novela Villa Diamante (2007), de Boris Izaguirre.

## Véase también

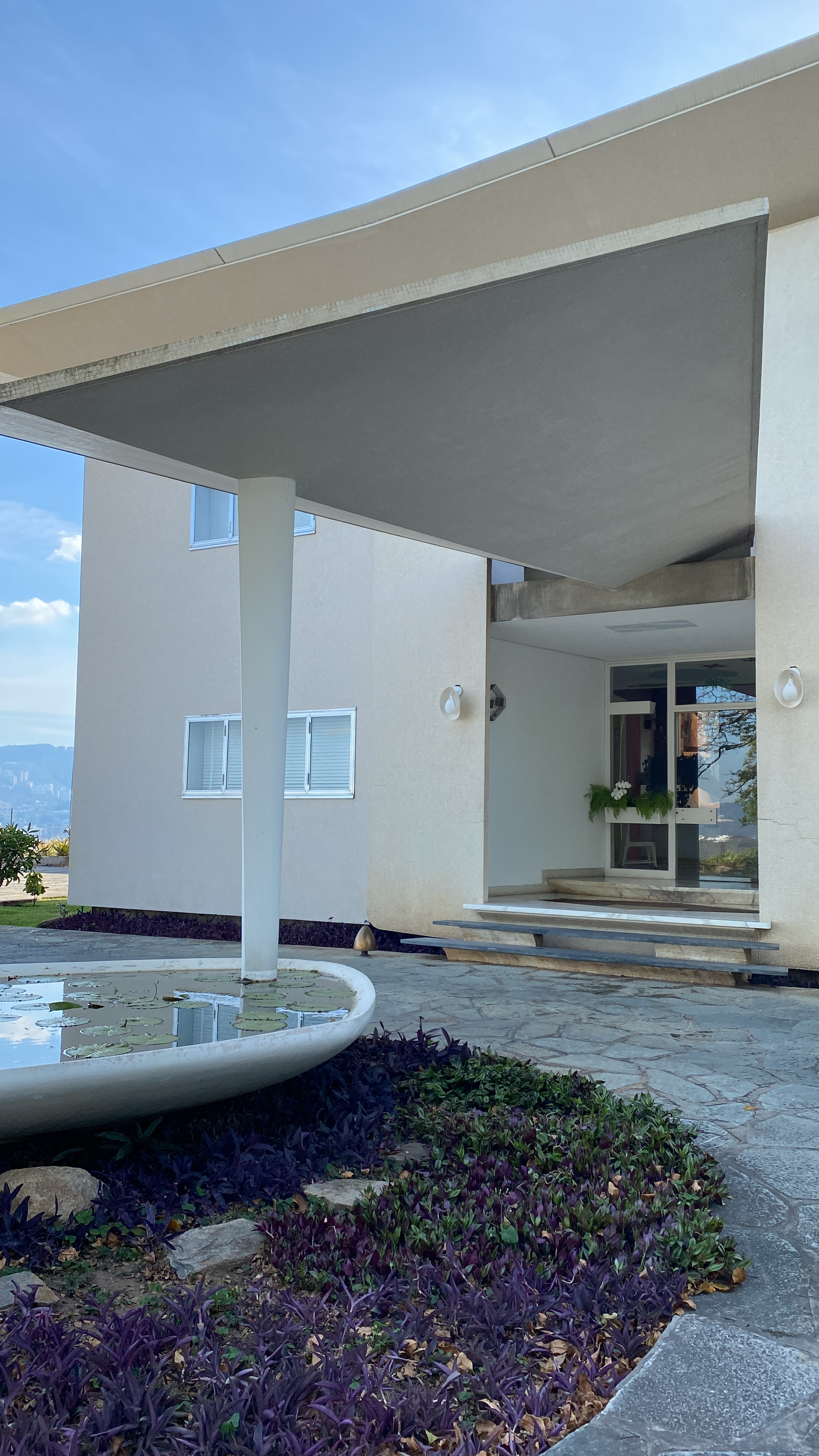
Entrada Villa Planchart - Quinta el Cerrito

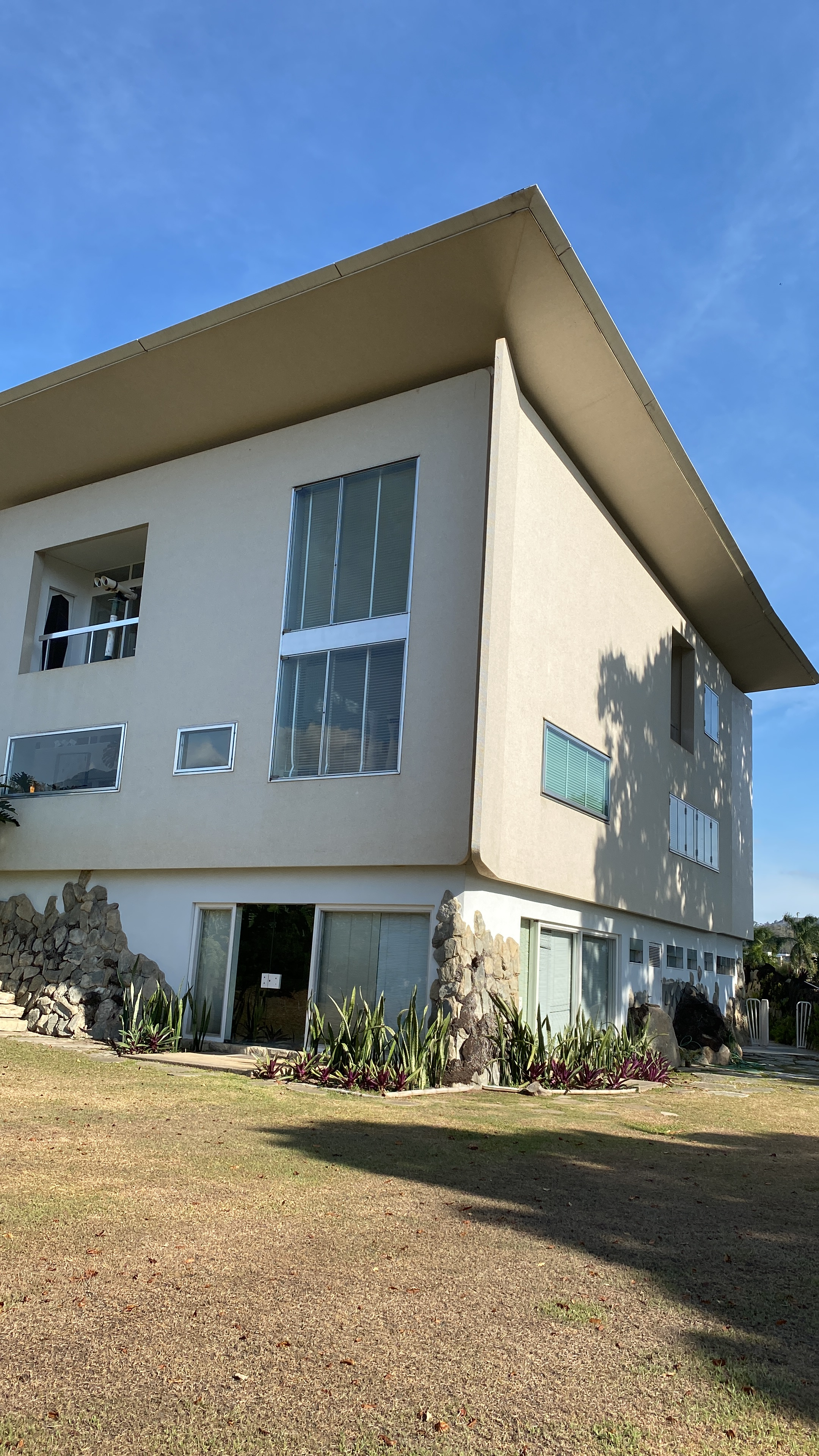
Vista lateral Villa Planchart - Quinta El Cerrito